# Made in Paname
 (janvier 2014).
Si vous disposez d'ouvrages ou d'articles de référence ou si vous connaissez des sites web de qualité traitant du thème abordé ici, merci de compléter l'article en donnant les références utiles à sa vérifiabilité et en les liant à la section « Notes et références ».
Albums de Régine
Mémo Mélo
(1993) Régine's Duets
(2009)
Made in Paname est un album studio de Régine sorti en février 2003.

## Liste des titres
1. Fashion victim
2. Je viens danser
3. Il y a un pont
4. Les disputes
5. Diaspora
6. Boîte de nuit
7. Ma bête noire
8. Le quotidien
9. J't'adore et d'argent
10. Une mère
11. Le juste (monsieur Lepetit)
12. Va prendre des cours chez Dupont
13. Le bonheur c'est pas la joie

## Production
- Edition Album original : 
  - CD  WSM Warner date de sortie : février 2003.

- Réalisation : Alain Cluzeau
- Arrangements : Fabrice Ravel-Chapuis
- Direction artistique : Nicolas Gautier
- Chargé de production : Benjamin Marciano
- Mastering : Jean-Pierre Chalbos (La Source)
- Photographies pochette : Gabrielle Crawford
- Design : Slike & Stan - Hotspot

La chanson Je viens danser a été écrite par Renaud et composée par Alain Lanty